# Придев
Придеви су речи које означавају особину појма означеног именицом уз коју стоје. Они спадају у променљиве врсте речи. Нису самосталне, а у реченици врше службу атрибута или дела именског предиката. Придеви род, број и падеж добијају од именице уз коју стоје. Примери за придеве су: У лажи су кратке ноге; Нова девојчица у нашој школи је лепа.
Придеви су врста речи која се придева именицама, односно описује именице. Они су у многим језицима речи које мењају именице, обично их описујући или специфицирајући, али нису универзална врста речи, јер немају сви језици придеве. На примјер, кинески језик нема придјеве: све речи које се преводе као придјеви заправо су стативни глаголи.
У неким се језицима партиципи користе као придеви. Именице које мењају друге именице понекад се зову модификујуће именице, именице с придевском службом, или део сложене именице (нпр. енг. ice u ice cream; српски радио у радиоапарат).
У неким језицима, као што је енглески, не постоји договор око придева: неки сврставају енглеске чланове (a, an, the) и посвојне облике именица (Mary's) у придевима, а неки не. У српском језику речи „тај“, „мој“, „његов“ се класификују као заменице, а речи „Иванов“ и „Маријин“ су придеви, иако имају веома сличну функцију. , као и граматичка својства (нпр. промена по падежу).
Придеви се деле на:
- Описне, који означавају особине именица уз које стоје.
- Присвојне, који означавају припадање именице уз коју стоје некоме.
- Градивне, који означавају од чега је начињена именица уз коју стоје.
- Временске, који означавају именицу по времену.
- Месне, који означавају на које се место односи именица уз коју стоје.

## Придевски вид
Придевски вид је граматичка категорија коју имају само придеви.
Постоје два придевска вида:
- Неодређен придевски вид (леп човек)
- Одређени придевски вид (лепи човек)

Реч која се налази у одређеном придевском виду увек се завршава самогласником  -и.  Одређени придевски вид је обавезан за речи у множини.

## У српском језику
У српском су придеви променљива врста речи. Сваки се придев мења по:
- роду (тј. сваки придев има посебне облике у сва три рода)
- броју
- падежима

Придеви имају исти род, број и падеж као именица којој се предлажу.
Многи се придеви мењају и по ступњевима, а постоји и промена по одређености.

### Подела придева
Придеви се деле по значењу на:
- описне или квалитативне (какво је нешто, нпр. жут, велики)
- присвојне (чије је нешто, нпр. очево, мачје)
- градивне (од чега је нешто, нпр. златан, дрвен)

### Именичка (неодређена) промена
Ова промена придева се користи:
- када су придеви део именског предиката
- код посвојних придева на -ов, -ев, -ин, -јев, -љев (стричев, свекрвин, Иванов, Гарибалдијев, Јаковљев...)

У говорном се језику неодређени облици употребљавају ређе од одређених, осим у номинативу.
| Падеж        | Мушки род (јд.)                   | Женски род (јд.) | Средњи род (јд.) | Мушки род (мн.) | Женски род (мн.) | Средњи род (мн.) |
| ------------ | --------------------------------- | ---------------- | ---------------- | --------------- | ---------------- | ---------------- |
| Номинатив    | леп-Ø                             | леп-а            | леп-о            | леп-и           | леп-е            | леп-а            |
| Генитив      | леп-а                             | леп-е            | леп-ог           | леп-их          | леп-их           | леп-их           |
| Датив        | леп-у                             | леп-ој           | леп-у            | леп-им(а)       | леп-им(а)        | леп-им(а)        |
| Акузатив     | леп-а (за живо) леп-Ø (за неживо) | леп-у            | леп-о            | леп-е           | леп-е            | леп-а            |
| Вокатив      | леп-и                             | леп-а            | леп-о            | леп-и           | леп-е            | леп-а            |
| Локатив      | леп-у                             | леп-ој           | леп-у            | леп-им(а)       | леп-им(а)        | леп-им(а)        |
| Инструментал | леп-им                            | леп-ом           | леп-им           | леп-им(а)       | леп-им(а)        | леп-им(а)        |

### Придјевско-заменичка (одређена) промена
Ова промена придева се користи:
- ако је уз именицу још и показна замјеница (нпр. тај)
- у делу назива (тј. ако се придев увек користи уз именицу у некој фрази)
- код посвојних придева на -ји, -ки (градски, јутарњи, војнички...)
- код неких придева као што су јарки, жарки
- код придева који завршавају на -ћи (бријаћи, шиваћи, идући)
- код придева који означавају именицу с обзиром на положај и у простору и у времену (месечни, недељни, давни, ноћни, северни, јужни, десни)
- код придева на -дни, -ени, -ни (радни, кућни, речни, водени, копнени, вјенчани)
- код посвојних придева на -ски, -шки, -ји, -њи, -шњи... (козји, вечерњи, унутрашњи, градски, војнички, младићки, скијашки)

| Падеж        | Мушки род (јд.)                       | Женски род (јд.) | Средњи род (јд.) | Мушки род (мн.) | Женски род (мн.) | Средњи род (мн.) |
| ------------ | ------------------------------------- | ---------------- | ---------------- | --------------- | ---------------- | ---------------- |
| Номинатив    | леп-и                                 | леп-а            | леп-о            | леп-и           | леп-е            | леп-а            |
| Генитив      | леп-ог(а)                             | леп-е            | леп-ог           | леп-их          | леп-их           | леп-их           |
| Датив        | леп-ом(у)                             | леп-ој           | леп-у            | леп-им(а)       | леп-им(а)        | леп-им(а)        |
| Акузатив     | леп-ог(а) (за живо) леп-и (за неживо) | леп-у            | леп-о            | леп-е           | леп-е            | леп-а            |
| Вокатив      | леп-и                                 | леп-а            | леп-о            | леп-и           | леп-е            | леп-а            |
| Локатив      | леп-ом(е)                             | леп-ој           | леп-у            | леп-им(а)       | леп-им(а)        | леп-им(а)        |
| Инструментал | леп-им(а)                             | леп-ом           | леп-им           | леп-им(а)       | леп-им(а)        | леп-им(а)        |

Основе које завршавају на палатал (нпр. туђ) у неким падежима уместо о (подебљано у таблици горе) имају е (ДАТ туђем), и не могу имати навеске на -е.

### Ступњеви придева
Постоје три ступња описних придјева:
- позитив, којим се исказује апсолутно својство, нпр. Ивана је брза.
- компаратив, којим се исказује релативно својство нпр. Ивана је бржа (од Марије, али је ипак спора)
- суперлатив, којим се исказује својство у односу на све с којима нешто успоређује, нпр. Ивана је најбржа.

Позитив је облик који је „уобичајен”, налази се у речницима и најчешће се употребљава.
Компаратив се формира од позитива на следеће начине:
- додавањем -(и)ји, при чему може доћи до гласовних промена, и уз могуће отпадање суфикса: црвен: црвенији; укусан : укуснији; дубок : дубљи (< дуб-ји) ...
- додавањем -ши, само код следећих придева: мек : мекши, леп : лепши, лак : лакши ...
- од друге основе (тј. суплативно): добар : бољи; зао : гори; велик : већи; мален : мањи ...

Испред ових суфикса нестаје непостојано а (укусан : укусн-ији).
Суперлатив се твори додавањем префикса нај- на компаратив: већи : највећи.
Градивни и посвојни придеви углавном немају ступњеве (осим позитива) - не постоји *Ивановији у значењу "више Иванов". Ако је потребно изразити ступњевање, користи се споменута конструкција с прилогом више (који је у компаративу, и за којег постоји и суперлатив највише).

### Поређење (компарација) придева
Поређење придева је исказивање различите заступљености неке особине код именице уз коју стоји придев.
Постоје два степена поређења. Пореде се само описни придеви.
- Позитив је основни облик придева
- Компаратив је први степен поређења придева. Гради се додавањем наставака -ји, -ији, -ши на позитив.
- Суперлатив је други степен поређења придева. Гради се додавањем наставака нај- испред компаратива.

Пример:
- нов - новији - најновији

Неправилна компарација (Јавља се само код ова четири придева):
- добар - бољи - најбољи
- зао - гори - најгори
- мали - мањи - најмањи
- велик - већи - највећи

Код неких придева долази до јотовања:
- брз - бржи - најбржи

Правописна правила код суперлатива
Када компаратив почиње сугласником Ј, обавезно је удвојено писање сугласника Ј.
- јак - јачи - најјачи
- једноставан - једноставнији - најједноставнији
- јефтин - јефтинији - најјефтинији
- јужно - јужније - најјужније

## Сложени и полусложени придеви
Сложени придеви, односно придевске сложенице, представљају групу придева који се граде потпуним спајањем неке речи са основним придевом, чиме се добија нови, сложени придев са специфичним значењем. Тако се, на пример, спајањем два придева: светао и плав, добија нови, сложени придев - светлоплав, док се спајањем два придева: јужни и словенски, добија нови, сложени придев - јужнословенски.
Полусложени придеви, односно придевске полусложенице, представљају групу придева који се граде повезивањем неке речи са основним придевом уз помоћ цртице, чиме се добија нови, полусложени придев, а значење тог придева проистиче из односа између његових саставних делова. Тако се, на пример, повезивањем два придева: руски и енглески, уз помоћ цртице, добија нови придев: руско-енглески, који означава неку појаву која је у исто време и руска и енглеска - на пример: руско-енглески речник.